# サン＝ローラン＝ド＝セルダン
サン＝ローラン＝ド＝セルダン（Saint-Laurent-de-Cerdans、カタルーニャ語:Sant Llorenç de Cerdans）は、フランス、オクシタニー地域圏ピレネー＝オリアンタル県のコミューン。

## 気候
サン＝ローラン＝ド＝セルダンは、1940年10月17日の24時間に降水量が1000mmとなった記録を持つ。1940年10月16日から10月20日の5日間で、降水量1930mmを観測した。

## 歴史
セルダンの集落は、1168年にLe Mas de Cerdansとして現れる。実際のサン＝ローラン＝ド＝セルダンには、サン＝ローラン教会と、農家の家があった。村はサント・マリー・ド・クストゥージュと合併し、1011年以降アルルの修道院に依存した。
17世紀から18世紀、村の地理的状況からここは非合法な貿易が行われる場所だった。密輸のおかげでエスパドリーユ（Espadrille、麻縄で編まれた靴底にキャンバス地を組み合わせた軽量の靴）産業と生地産業が1950年代まで盛んであった。現在もクレアシオン・カタラーヌ（Création Catalane）のエスパドリーユ工場や、レ・トワール・デュ・ソレイユ（Les Toiles du Soleil）の生地工場が稼働する。

## 人口統計
| 1962年 | 1968年 | 1975年 | 1982年 | 1990年 | 1999年 | 2006年 |
| ------ | ------ | ------ | ------ | ------ | ------ | ------ |
| 2064   | 1992   | 1807   | 1607   | 1489   | 1218   | 1299   |

参照元:INSEE · 